# Icon Water
Icon Water (anciennement Australian Capital Territory Electricity and Water, ACTEW) est l'organisme chargé de l'adduction d'eau, de l'assainissement, du gaz naturel, des télécommunications et de l'énergie à Canberra, en Australie. 

## Historique
Australian Capital Territory Electricity and Water (ACTEW) a été créée en 1988 et est devenue en juillet 1995 Icon Water par suite de la privatisation du secteur. 
En octobre 2000, Icon Water et l’Australian Gas Light Company (en) (AGL) ont formé une coentreprise : ActewAGL. Icon Water est devenue une holding gouvernementale. Les activités de distribution d'électricité et de gaz ont été transférées à la nouvelle structure ActewAGL et Icon Water a conservé le contrôle de l'eau et des réseaux d'égouts de Canberra. ActewAGL s'est engagé auprès d'Icon Water à fournir les services de distribution d'électricité et de gaz à Canberra. 
Le président-directeur général d'ActewAGL est Michael Costello.